# Осак-Вадал
Осак-Вадал (фр. Aussac-Vadalle) насеље је и општина у западној Француској у региону Поату-Шарант, у департману Шарант која припада префектури Ангулем.
По подацима из 2011. године у општини је живело 475 становника, а густина насељености је износила 26,97 становника/km². Општина се простире на површини од 17,61 km². Налази се на средњој надморској висини од 109 метара (максималној 162 m, а минималној 84 m).

## Демографија
| 1962. | 1968. | 1975. | 1982. | 1990. | 1999. | 2011. |
| ----- | ----- | ----- | ----- | ----- | ----- | ----- |
| 292   | 320   | 315   | 333   | 387   | 385   | 475   |

График промене броја становника у току последњих година